# Leif Westerberg
Leif Westerberg (Stockholm, 28 augustus 1974) is een voormalig golfprofessional uit Zweden.
Leif Westerberg was een veelbelovende amateur in een tijd dat golf nog helemaal niet populair was. Hij won de British Boys en vertegenwoordigde zijn land in verschillende toernooien.

## Gewonnen
- 1992: British Boys Championship

## Teamdeelnames
- Jacques Leglise Trophy: 1992
- St Andrews Trophy: 1994
- Eisenhower Trophy: 1996

## Professional
Westerberg werd in 1997 professional. Hij speelde voornamelijk op de Challenge Tour, waar hij in 2004 en 2007 telkens 1 toernooi winnend kon afsluiten. In 2007 won hij zo het Kazakhstan Open. In 2005, 2006 en 2008 kwam Westerberg ook uit op de Europese Tour. 

### Overwinningen
| Jaar | Toernooi                                      | Tour           |
| ---- | --------------------------------------------- | -------------- |
| 2003 | Västerås Open                                 | Telia Tour     |
| 2004 | Tessali-Metaponto Open di Puglia e Basilicata | Challenge Tour |
| 2007 | Kazakhstan Open                               | Challenge Tour |